# Lepturges spitzi
Lepturges spitzi es una especie de escarabajo longicornio del género Lepturges, categorizada en la tribu Acanthocinini, de la subfamilia Lamiinae. Fue descrita por Melzer en 1928.

## Descripción
Mide 5-6,5 mm de longitud.

## Distribución
Se distribuye por Brasil.